# Flula Borg
Flula Borg, dit DJ Flula, est un DJ, acteur, et youtubeur allemand. Il a collaboré avec plusieurs autres youtubeurs, comme Smosh, Miranda Sings et Rhett and Link. Il a gagné un "Streamy Award" en 2015 pour ses vidéos comiques sur Youtube. Il est aussi connu pour son rôle dans Pitch Perfect 2. Il réside à Los Angeles.

## Filmographie
- 2015 : Pitch Perfect 2 d'Elizabeth Banks : Pieter Krämer
- 2021 : The Suicide Squad de James Gunn : Gunter Braun / Javelin
- 2012 : Blow Me (court métrage) : Jorg
- 2022 : Tic et Tac, les rangers du risque (Chip 'n Dale: Rescue Rangers) d'Akiva Schaffer
- 2022 : Les Gardiens de la Galaxie : Joyeuses Fêtes de James Gunn : le serveur
- Depuis 2022 : The Rookie : Le Flic de Los Angeles : Randy Randy (Randy le fouineur)
- 2024 : Mon espion 2 : Mission Italie (My Spy: The Eternal City) de Peter Segal
- 2024 : L'Espion de Dieu de Todd Komarnicki : Hans von Dohnányi